# Abbaye de Saint-Ruf-hors-les-Murs de Valence
Pour les articles homonymes, voir Abbaye Saint-Ruf.
L'Abbaye de Saint-Ruf-hors-les-Murs est un ancien établissement religieux, actuellement en ruines, située sur le territoire de la commune Valence dans la Drôme.

## Situation et description
Les vestiges de l'ancienne abbaye sont situés rue de Provence, à Valence. 
Les vestiges laissent apparaitre un chapiteau corinthisant qui marque l'emplacement du départ d'une voûte sur croisée d'ogives. Dans les élévations de la ferme liée à cette abbaye, le visiteur peut découvrir deux plaques cannelées et un décor orné de grecques en perspective. Les vestiges de cette ancienne abbaye, ainsi que les parcelles sur lesquelles ceux-ci sont situés sont inscrits au titre des monuments historiques par arrêté du 14 octobre 2014.